# Stanisław Lewak
Stanisław Józef Lewak (ur. 26 marca 1930 w Warszawie, zm. 20 lipca 2023 tamże) – polski biolog specjalizujący się w biochemii i fizjologii roślin.

## Życiorys
W czasie powstania warszawskiego był łącznikiem powstańczym. W 1948 roku ukończył Państwowe Gimnazjum i Liceum im. Stefana Batorego w Warszawie, a w 1952 studia na Uniwersytecie Warszawskim. Następnie podjął pracę na macierzystej uczelni. W latach 1952–1960 był zatrudniony w Katedrze Chemii Ogólnej. W latach 1958–1960 przebywał na stażu naukowym we Francji. W 1960 obronił na Uniwersytecie Paryskim pracę doktorską. W latach 1960–1966 pracował w Katedrze Biochemii UW. W 1966 roku uzyskał stopień doktora habilitowanego. W latach 1966–1976 pracował w Katedrze Fizjologii Roślin UW. Był kierownikiem Zakładu Fizjologii i Rozwoju Roślin UW (1969–1989), w latach 1978–1980 dyrektorem Instytutu Botaniki UW, w latach 1987–1993 dziekanem Wydziału Biologii UW. W 1976 roku otrzymał tytuł profesora nadzwyczajnego, w 1987 tytuł profesora zwyczajnego.
W latach 1994–2003 był dyrektorem Polsko-Francuskiego Centrum Biotechnologii Roślin działającego w ramach Instytutu Biochemii i Biofizyki Polskiej Akademii Nauk. W latach 1988–1990 i 1994–1997 był członkiem Komitetu Fizjologii, Genetyki i Hodowli Roślin PAN, w latach 1998–2000 członkiem Komitetu Biochemii i Biofizyki PAN. Od 1996 był członkiem Académie d'agriculture de France.
W 1973 roku został odznaczony Złotym Krzyżem Zasługi, a w 1978 Krzyżem Kawalerskim Orderu Odrodzenia Polski. Był również laureatem nagród Ministra Szkolnictwa Wyższego, Ministra Edukacji Narodowej oraz Sekretarza PAN. Był honorowym członkiem Towarzystwa Biologii Eksperymentalnej Roślin.

## Życie prywatne
Stanisław Lewak był synem Adama Lewaka i Zofii z domu Weil (1902–1970) oraz bratankiem Antoniego Lewaka (1889–1940), dyrektora Wydawnictwa im. Ossolińskich. Zofia Weil była wnuczką Zygmunta Miłkowskiego, pisarza, publicysty i polityka niepodległościowego.
Stanisław Lewak miał brata Andrzeja (1932–1991), był dwukrotnie żonaty (drugą żoną była Alina Kacperska-Lewak).